# U 553
U 553 war ein deutsches U-Boot vom Typ VII C, das während des Zweiten Weltkriegs im Rahmen des U-Boot-Krieges eingesetzt wurde.

## Technische Daten
Der erste Auftrag an die Hamburger Werft Blohm & Voss umfasste neben U 553 insgesamt acht Boote, alle vom Typ VII C. Ein U-Boot dieses Typs hatte eine Länge von 67 m und unter Wasser eine Verdrängung von 865 m³. Für den Antrieb bei Überwasserfahrt sorgten zwei Dieselmotoren, die eine Geschwindigkeit von 17 kn erreichten. Unter Wasser gewährleisteten zwei Elektromotoren eine Geschwindigkeit von maximal 7 kn. Die Bewaffnung dieser U-Bootklasse – auch „Atlantikboot“ genannt – bestand bis 1944 aus einer 8,8-cm-Kanone und einer 2-cm-Flugabwehrkanone an Deck, sowie vier Bugtorpedorohren und einem Hecktorpedorohr.

## Kommandant
Vom 21. Dezember 1940 bis zum 28. Januar 1943 war Karl Thurmann Mitglied von Crew 29, zuletzt im Rang eines Korvettenkapitäns.

## Einsätze
Von April 1941 bis zu seinem Verlust am 22. Januar 1943 absolvierte U 553 insgesamt zehn Unternehmungen – hauptsächlich im Nordatlantik aber auch in der Karibik und der Ostküste der Vereinigten Staaten.
- 12. Juni 1941, britischer Frachter Susan Maersk mit 2355 BRT und norwegisches Tankschiff Ranella mit 5590 BRT versenkt (Lage)
- 15. Oktober 1941 britischer Frachter Silvercedar (Lage) mit 4354 BRT und norwegischen Frachter Ila (Lage) mit 1583 BRT versenkt

Der erste Torpedo, den U 553 auf die Ila feuerte, verfehlte sein Ziel. Der Kommandant meinte aber, stattdessen ein weiter hinten im Konvoi SC 48 fahrendes Schiff getroffen zu haben, das er auf 4000 BRT schätzte.
- 17. Oktober 1941 panamaischer Frachter Bold Venture (Lage) mit 3222 BRT versenkt

Am 15. Januar 1942 attackierte U 553 den britischen Tanker Diala, der trotz mehrerer Treffer nicht sank. Das treibende Wrack wurde vermutlich im März desselben Jahres von U 587 versenkt.
- 22. Januar 1942, norwegischer Tanker Innerøy mit 8260 BRT versenkt (Lage)
- 12. Mai 1942 britischer Frachter Nicoya (Lage) mit 5364 BRT und niederländischer Frachter Leto (Lage) mit 4712 BRT versenkt.

Etwa eine Stunde nach Versenkung der Leto torpedierte U 553 ein weiteres Schiff, das der Kommandant meinte versenkt zu haben und auf 3000 BRT schätze, aber nicht näher identifizieren konnte. Von den 16 im April im Rahmen des Unternehmens Paukenschlag in amerikanische Gewässer ausgelaufenen Booten war U 553 das zweiterfolgreichste. Das lag nicht zuletzt an der Eigeninitiative des Kommandanten, der sich entgegen der Befehle entschlossen hatte, auf der Suche nach gegnerischen Schiffen in den Sankt-Lorenz-Golf vorzudringen.
- 2. Juni 1942, britischer Frachter Mattawin mit 6919 BRT versenkt (Lage)
- 18. August 1942, britischer Frachter Empire Bede (Lage) mit 6959 BRT, schwedischer Frachter Blankaholm (Lage) mit 2845 BRT und amerikanischer Frachter John Hancock (Lage) mit 7176 BRT versenkt.

Beide letztgenannten Schiffe wurden bei einem Angriff versenkt, zu dem Kommandant Thurmann einen 4er Fächer und einen Hecktorpedo feuern ließ. Am Morgen des 18. August torpedierte U 553 drei weitere Schiffe, von denen Kommandant Thurmann eines auf 6000 und eines auf 5000 BRT schätzte, und versenkt zu haben glaubte. Diese Versenkungen blieben unbestätigt.
- 9. Dezember 1942, britischer Frachter Charles L.D. mit 5273 BRT versenkt (Lage)

## Verlust des Bootes
Am 19. Januar 1943 meldete Kommandant Thurmann die eingeschränkte Funktionsfähigkeit des Bootes, da das Sehrohr lecke und die Tauchfähigkeit seiner Ansicht nach auf eine Tiefe von 100 m begrenzt sei. Am folgenden Tag traf U 553 mit U 465 zusammen. Kommandant Thurmann übergab dessen Kommandanten, Heinz Wolf, ein Nautisches Jahrbuch. Ab dem 20. Januar wurden keine Meldungen von U 553, das sich zu dieser Zeit im Nordatlantik befand, mehr aufgenommen. Es ist demnach anzunehmen, dass U 553 durch eine auf technische Mängel oder menschliches Versagen zurückzuführende Havarie verloren ging. Am 28. Januar 1943 wurde U 553 als vermisst erklärt.